# Tipula (Bellardina) edwardsi
Tipula (Bellardina) edwardsi is een tweevleugelige uit de familie langpootmuggen (Tipulidae). De soort komt voor in het Neotropisch gebied.